# Jaíba
Jaíba est une municipalité brésilienne de l'État du Minas Gerais et la microrégion de Janaúba.